# Schotse hockeyploeg (mannen)
De Schotse hockeyploeg voor mannen is de nationale ploeg die Schotland vertegenwoordigt tijdens interlands in het hockey.
De Schotse hockeyploeg nam eenmaal deel aan de Olympische Spelen. In 1908 eindigden ze op een gedeelde derde plaats, omdat de verliezende halvefinalisten geen wedstrijd om het brons speelden.

## Erelijst Schotse hockeyploeg
| Jaar | Champions Trophy | Europees kampioenschap | Olympische Spelen | Wereldkampioenschap | Hockey World League Hockey Pro League |
| ---- | ---------------- | ---------------------- | ----------------- | ------------------- | ------------------------------------- |
| 1908 |                  |                        | OS 1908 Londen    |                     |                                       |
| 1920 |                  |                        | geen deelname     |                     |                                       |
| 1928 |                  |                        | geen deelname     |                     |                                       |
| 1932 |                  |                        | geen deelname     |                     |                                       |
| 1936 |                  |                        | geen deelname     |                     |                                       |
| 1948 |                  |                        | geen deelname     |                     |                                       |
| 1952 |                  |                        | geen deelname     |                     |                                       |
| 1956 |                  |                        | geen deelname     |                     |                                       |
| 1960 |                  |                        | geen deelname     |                     |                                       |
| 1964 |                  |                        | geen deelname     |                     |                                       |
| 1968 |                  |                        | geen deelname     |                     |                                       |
| 1970 |                  | 15e EK 1970 Brussel    |                   |                     |                                       |
| 1971 |                  |                        |                   | geen deelname       |                                       |
| 1972 |                  |                        | geen deelname     |                     |                                       |
| 1973 |                  |                        |                   | geen deelname       |                                       |
| 1974 |                  | 7e EK 1974 Madrid      |                   |                     |                                       |
| 1975 |                  |                        |                   | geen deelname       |                                       |
| 1976 |                  |                        | geen deelname     |                     |                                       |
| 1978 | geen deelname    | 11e EK 1978 Hannover   |                   | geen deelname       |                                       |
| 1980 | geen deelname    |                        | geen deelname     |                     |                                       |
| 1981 | geen deelname    |                        |                   |                     |                                       |
| 1982 | geen deelname    |                        |                   | geen deelname       |                                       |
| 1983 | geen deelname    | 7e EK 1983 Amstelveen  |                   |                     |                                       |
| 1984 | geen deelname    |                        | geen deelname     |                     |                                       |
| 1985 | geen deelname    |                        |                   |                     |                                       |
| 1986 | geen deelname    |                        |                   | geen deelname       |                                       |
| 1987 | geen deelname    | 8e EK 1987 Moskou      |                   |                     |                                       |
| 1988 | geen deelname    |                        | geen deelname     |                     |                                       |
| 1989 | geen deelname    |                        |                   |                     |                                       |
| 1990 | geen deelname    |                        |                   | geen deelname       |                                       |
| 1991 | geen deelname    | geen deelname          |                   |                     |                                       |
| 1992 | geen deelname    |                        | geen deelname     |                     |                                       |
| 1993 | geen deelname    |                        |                   |                     |                                       |
| 1994 | geen deelname    |                        |                   | geen deelname       |                                       |
| 1995 | geen deelname    | 10e EK 1995 Dublin     |                   |                     |                                       |
| 1996 | geen deelname    |                        | geen deelname     |                     |                                       |
| 1997 | geen deelname    |                        |                   |                     |                                       |
| 1998 | geen deelname    |                        |                   | geen deelname       |                                       |
| 1999 | geen deelname    | geen deelname          |                   |                     |                                       |
| 2000 | geen deelname    |                        | geen deelname     |                     |                                       |
| 2001 | geen deelname    |                        |                   |                     |                                       |
| 2002 | geen deelname    |                        |                   | geen deelname       |                                       |
| 2003 | geen deelname    | 8e EK 2003 Barcelona   |                   |                     |                                       |
| 2004 | geen deelname    |                        | geen deelname     |                     |                                       |
| 2005 | geen deelname    | 8e EK 2005 Leipzig     |                   |                     |                                       |
| 2006 | geen deelname    |                        |                   | geen deelname       |                                       |
| 2007 | geen deelname    | geen deelname          |                   |                     |                                       |
| 2008 | geen deelname    |                        | geen deelname     |                     |                                       |
| 2009 | geen deelname    | geen deelname          |                   |                     |                                       |
| 2010 | geen deelname    |                        |                   | geen deelname       |                                       |
| 2011 | geen deelname    | geen deelname          |                   |                     |                                       |
| 2012 | geen deelname    |                        | geen deelname     |                     |                                       |
| 2013 |                  | geen deelname          |                   |                     | 24e HWL 2012-13                       |
| 2014 | geen deelname    |                        |                   | geen deelname       |                                       |
| 2015 |                  | geen deelname          |                   |                     | geen deelname                         |
| 2016 | geen deelname    |                        | geen deelname     |                     |                                       |
| 2017 |                  | geen deelname          |                   |                     | 19e HWL 2016-17                       |
| 2018 | geen deelname    |                        |                   | geen deelname       |                                       |
| 2019 |                  | 7e EK 2019 Antwerpen   |                   |                     | geen deelname                         |
| 2021 |                  | geen deelname          | geen deelname     |                     | geen deelname                         |
| 2022 |                  |                        |                   |                     | geen deelname                         |
| 2023 |                  | geen deelname          |                   | geen deelname       | geen deelname                         |
| 2024 |                  |                        | geen deelname     |                     | geen deelname                         |